# Beverwaard
De Beverwaard ist ein Stadtviertel in Rotterdam, das am südlichen Rand der Rotterdam liegt. Das Viertel hatte im Jahr 2024 11.855 Einwohner, darunter viele Menschen fremder Herkunft. Das Viertel wurde Anfang der 1970er Jahre nach der Stadtplanung der Architekten Mol&Reijenga en Drenth&Tetteroo im nüchternen Stil gebaut. Insgesamt wurden hier 4817 Wohnungen gebaut. 60 % aller Gebäude sind sozialer Wohnungsbau.